# Burkardroth
Burkardroth település Németországban, azon belül Bajorországban. Lakosainak száma 7548 fő (2023. december 31.). Burkardroth Geroda és Riedenberg községekkel határos.

## Népesség
A település népessége az elmúlt években az alábbi módon változott:
| Lakosok száma | 7426 | 5176 | 7704 | 7640 | 7546 | 7570 | 7482 | 7428 | 7511 | 7548 |
|               | 1970 | 1975 | 2011 | 2012 | 2014 | 2015 | 2017 | 2019 | 2022 | 2023 |